# Kfar Abida
Kfar Abida est un village libanais situé dans le Nord-Liban, caza de Batroun.